# أسل عرموشي
أسل عرموشي (الاسم العلمي: Juncus radula) نوع نباتي يتبع جنس الأسل وينتمي إلى الفصيلة الأسلية.